# Nabalus barbatus
Nabalus barbatus là một loài thực vật có hoa trong họ Cúc. Loài này được (Torr. & A.Gray) Milstead miêu tả khoa học đầu tiên năm 1977. Ban đầu loài này được đặt danh pháp Prenanthes barbata. Đến năm 2010, nó được đổi từ chi Prenanthes sang chi Nabalus.